# Le Pellerin
Le Pellerin è un comune francese di 4 480 abitanti situato nel dipartimento della Loira Atlantica nella regione dei Paesi della Loira.

## Società

### Evoluzione demografica
Abitanti censiti